# Wabua aberdeen
Wabua aberdeen là một loài nhện trong họ Stiphidiidae.
Loài này thuộc chi Wabua. Wabua aberdeen được V. T. Davies miêu tả năm 2000.